# Oğuz Uyar
Oğuz Uyar (* 19. Oktober 2001 in Çanakkale) ist ein türkischer Leichtathlet, der sich auf den Sprint spezialisiert hat.

## Sportliche Laufbahn
Erste internationale Erfahrungen sammelte Oğuz Uyar im Jahr 2020, als er bei den Balkan-Meisterschaften in Cluj-Napoca im 200-Meter-Lauf in 21,60 s Dritter im B-Lauf wurde. Im Jahr darauf nahm er im 60-Meter-Lauf an den Halleneuropameisterschaften in Toruń teil und schied dort mit 6,78 s in der ersten Runde aus. Ende Juni belegte er bei den Balkan-Meisterschaften in Smederevo mit 21,32 s den sechsten Platz und siegte in 39,64 s mit der türkischen 4-mal-100-Meter-Staffel. Anschließend schied er bei den U23-Europameisterschaften in Tallinn mit 21,82 s im Halbfinale über 200 m aus und verpasste im Staffelbewerb mit 40,72 s den Finaleinzug. 2023 schied er bei den U23-Europameisterschaften in Espoo mit 10,97 s und 21,44 s jeweils in der ersten Runde über 100 und 200 Meter aus und verpasste mit der Staffel mit 41,25 s ebenfalls den Finaleinzug. Bei den World Athletics Relays 2024 in Nassau wurde er in 39,76 s Siebter im B-Lauf über 4-mal-100-Meter in der 2. Qualifikationsrunde für die Olympischen Spiele. Anschließend siegte er mit der Staffel in 39,54 s bei den Balkan-Meisterschaften in Izmir und verpasste dann bei den Europameisterschaften in Rom mit 39,57 s den Finaleinzug.
2020 wurde Uyar türkischer Meister im 200-Meter-Lauf im Freien sowie von 2021 bis 2023 in der Halle.

## Persönliche Bestzeiten
- 100 Meter: 10,38 s (+2,0 m/s), 30. Juli 2022 in Konya
  - 60 Meter (Halle): 6,72 s, 3. Februar 2024 in Boulder
- 200 Meter: 20,99 s (+0,1 m/s), 9. Mai 2024 in Houston
  - 200 Meter (Halle): 21,07 s, 10. Februar 2024 in Fayetteville (türkischer Rekord)